# Championnat du Niger de football 2023-2024
Navigation
Édition précédente Édition suivante
La saison 2023-2024 du Championnat du Niger de football est la cinquante-quatrième édition de la Super Ligue, le championnat national de première division au Niger. Les 17 équipes engagées sont regroupées au sein d'une poule unique où elles affrontent deux fois leurs adversaires, à domicile et à l'extérieur. En fin de saison, les trois derniers du classement final sont directement relégués et remplacés par les deux meilleures formations de deuxième division.
L'AS GNN est le tenant du titre.

## Déroulement de la saison
Le championnat commence le 19 novembre 2023, comme il n'y a pas eu de relégation lors de la dernière saison le championnat passe à 17 équipes. En fin de saison il y aura trois relégations pour revenir à un championnat à 16 participants. En fin de saison l'AS GNN, tenant du titre, conserve son titre en terminant de nouveau à la première place et remporte son 6e titre de champion du Niger.
Le champion du Niger se qualifie pour la Ligue des champions de la CAF 2024-2025. La place en Coupe de la confédération 2024-2025 est réservée au vainqueur de la Coupe du Niger. Si un club réalise le doublé, c'est le finaliste de la Coupe qui obtient son billet pour la compétition.

## Participants
- AS Douanes
- AS GNN
- ASFAN Niamey
- Urana FC
- AS Police
- US Gendarmerie Nationale
- Jangorzo FC - promu de D2
- Liberté FC - promu de D2
- ASN Nigelec FC
- Sahel SC
- Olympic FC
- Espoir FC
- Akokana FC
- JS Tahoua FC
- Zumunta AC - promu de D2
- AS Renaissance Niamey - promu de D2
- Tagour PC - promu de D2

## Compétition

### Classement
Le classement est établi sur le barème de points suivant : victoire à 3 points, match nul à 1, défaite à 0.
| Rang | Équipe                   | Pts | J  | G  | N  | P  | Bp | Bc | Diff |
| ---- | ------------------------ | --- | -- | -- | -- | -- | -- | -- | ---- |
| 1    | AS GNN T                 | 73  | 32 | 22 | 7  | 3  | 65 | 17 | +48  |
| 2    | ASFAN Niamey C           | 70  | 32 | 21 | 7  | 4  | 47 | 18 | +29  |
| 3    | ASN Nigelec FC           | 61  | 32 | 17 | 10 | 5  | 36 | 19 | +17  |
| 4    | AS Douanes               | 54  | 32 | 15 | 9  | 8  | 35 | 21 | +14  |
| 5    | US Gendarmerie Nationale | 50  | 32 | 12 | 14 | 6  | 40 | 31 | +9   |
| 6    | Sahel SC                 | 45  | 32 | 11 | 12 | 9  | 34 | 35 | -1   |
| 7    | AS Police                | 42  | 32 | 10 | 12 | 10 | 27 | 23 | +4   |
| 8    | Urana FC                 | 39  | 32 | 8  | 15 | 9  | 28 | 28 | 0    |
| 9    | Jangorzo FC              | 37  | 32 | 8  | 13 | 11 | 32 | 38 | -6   |
| 10   | AS Renaissance Niamey P  | 39  | 32 | 9  | 9  | 14 | 21 | 38 | -17  |
| 11   | Olympic FC               | 35  | 32 | 7  | 14 | 11 | 28 | 32 | -4   |
| 12   | Espoir FC                | 33  | 32 | 8  | 9  | 15 | 19 | 34 | -15  |
| 13   | JS Tahoua FC             | 33  | 32 | 8  | 9  | 15 | 37 | 51 | -14  |
| 14   | Liberté FC               | 31  | 32 | 4  | 19 | 9  | 26 | 36 | -10  |
| 15   | Zumunta AC P             | 30  | 32 | 6  | 12 | 14 | 24 | 36 | -12  |
| 16   | Tagour PC P              | 29  | 32 | 7  | 8  | 17 | 19 | 38 | -19  |
| 17   | Akokana FC               | 24  | 32 | 5  | 9  | 18 | 23 | 46 | -23  |

|  | Qualification pour la Ligue des champions de la CAF 2024-2025                         |
|  | Qualification pour la Coupe de la confédération 2024-2025                             |
|  | Relégation directe en deuxième division                                               |
|  | T : Tenant du titre C : Vainqueur de la Coupe du Niger P : Promu de Deuxième division |

## Bilan de la saison
| Championnat du Niger de football 2023-2024 |                   |
| Champion                                   | AS GNN (6e titre) |
| Coupes et trophées                         |                   |
| Vainqueur de la Coupe du Niger 2023-2024   | ASFAN Niamey      |
| Qualifications continentales               |                   |
| Ligue des champions de la CAF 2024-2025    | AS GNN            |
| Coupe de la confédération 2024-2025        | ASFAN Niamey      |
| Promotions et relégations                  |                   |
| Promus en Super Ligue                      | Wombcye AC        |
| Promus en Super Ligue                      | AS UAM            |
| Relégués en Deuxième division              | Zumunta AC        |
| Relégués en Deuxième division              | Tagour PC         |
| Relégués en Deuxième division              | Akokana FC        |